# Jack Nicklaus

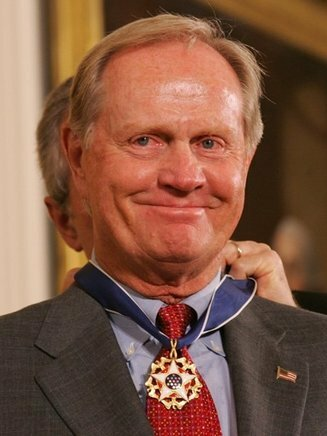
Jack Nicklaus op de Presidential Medal of Freedom, 2005

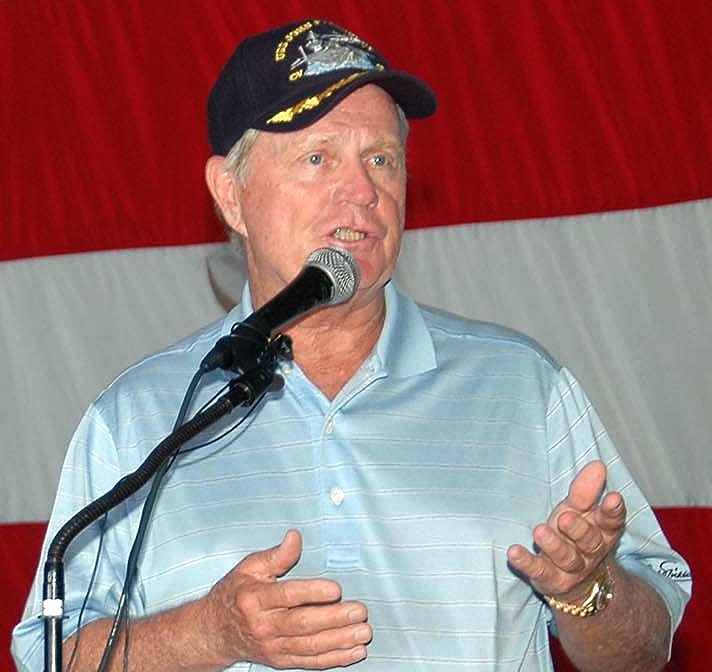
Jack Nicklaus in 2006

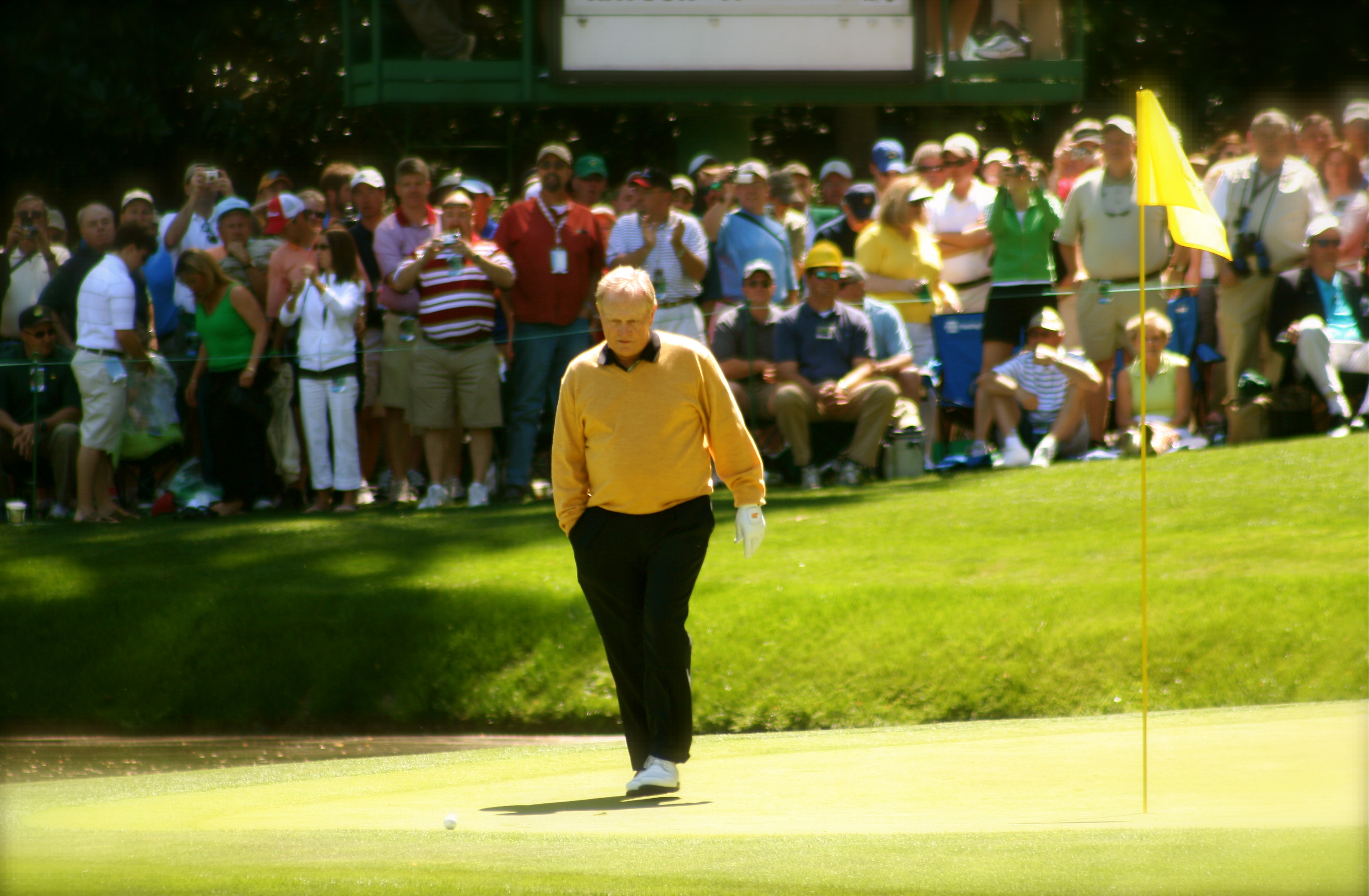
Jack Nicklaus op de Masters in 2006

Jack William Nicklaus, ook bekend onder de naam The Golden Bear (Columbus (Ohio), 21 januari 1940) is een Amerikaanse golfer van Duitse afkomst.
In 1999 werd Nicklaus door Sports Illustrated uitgeroepen tot beste mannelijke atleet van de 20e eeuw in een individuele sport.
Nicklaus werd in 1961 prof en speelde in 1962 zijn eerste toernooi op de Amerikaanse PGA Tour. Hij kwam in zijn carrière tot 117 professionele overwinningen, waarvan 73 op de PGA Tour, 10 op de Champions Tour en 34 overige overwinningen.
Nicklaus won acht keer de Order of Merit van de PGA Tour. Hij heeft deze trofee nooit officieel gewonnen, omdat hij gedurende zijn carrière vaak niet het minimale aantal wedstrijden (80 voor 1988, 60 sindsdien) speelde om zich te kwalificeren voor die prijs.

## Beste golfer aller tijden
Samen met Tiger Woods, Gary Player en Arnold Palmer behoort hij tot de beste golfers aller tijden. Van de jaren 60 tot midden-eind jaren 80 was hij zeer succesvol op de PGA Tour en van begin-midden jaren 90 tot het einde van zijn carrière (2005) op de Champions Tour. Tot voor kort werd Nicklaus algemeen erkend als de beste golfer aller tijden. Vanaf 2006 wordt de discussie gevoerd of Tiger Woods al dan niet deze status heeft overgenomen, er valt veel te zeggen ten faveure van beide mannen. Nicklaus heeft in absolute aantallen de meeste toernooien gewonnen, maar Woods heeft op zijn leeftijd meer gewonnen dan Nicklaus destijds en domineert, maar hier valt over te discussiëren, zijn tijdperk meer dan Nicklaus dat deed. Zo werd Woods elfmaal tot beste speler op de PGA-Tour gekozen en Nicklaus vijfmaal. Ook won Woods de Order of Merit van de PGA Tour eenmaal vaker dan Nicklaus: negen om acht.
Al kan voor Nicklaus weer gezegd worden dat zijn tegenstanders (o.a. Gary Player [negen Majors gewonnen], Tom Watson [acht], Arnold Palmer [zeven], Lee Trevino [zes] en Seve Ballesteros [vijf]) van een hoger niveau waren dan die van Woods (o.a. Phil Mickelson [vijf Majors gewonnen], Rory McIlroy [vijf] en Ernie Els [vier]). Daarnaast is Nicklaus veel vaker in de top drie geëindigd dan Woods op een Major: 48 om 24 (stand: 4 april 2018). Ook eindigde The Golden Bear tussen 1970 en 1978 in 27 van de 33 Majors in de top zes: een tot op heden niet geëvenaarde prestatie.
Volgens Woods zelf is Nicklaus "De grootste aller tijden".

### Majors
In totaal heeft Nicklaus een recordaantal van 18 Majors gewonnen. Hij stond vele malen op het podium van een Major en tientallen malen bij de eerste tien.
Gewonnen
- US Open: 1962, 1967, 1972 en 1980
- Masters: 1963, 1965, 1966, 1972, 1975 en 1986
- PGA Championship: 1963, 1971, 1973, 1975 en 1980
- Brits Open: 1966, 1970 en 1978

Tiger Woods won 15 Majors, Gary Player 9, Tom Watson 8 en Arnold Palmer 7.

### Teams
- World Cup: met Arnold Palmer won hij in 1963, 1964, 1966 en 1967, en in 1971 met Lee Trevino.

## Afscheid
Nicklaus nam afscheid van de golfsport op de Old Course van St Andrews Links, na Britse Open van juli 2005. Een Schotse bank eerde hem bij die gelegenheid met een bankbiljet van 5 Pond Sterling. Deze eer valt bij leven normaal alleen leden van het koningshuis ten deel.
Tegenwoordig runt Nicklaus Golden Bear International, een bedrijf dat golfbanen ontwerpt. Met zijn vrouw Barbara Bash woont hij in Palm Beach, Florida. Ze hebben vijf kinderen en een veelvoud aan kleinkinderen.

## Tv-sport
Samen met Arnold Palmer is het Nicklaus' verdienste dat golf vandaag de dag een populaire kijksport is. Palmer maakte van golf een tv-sport en diens rivaliteit met Nicklaus zorgde ervoor dat golf aan populariteit won.

## Golfbaanarchitect
Nicklaus heeft veel banen aangelegd. Zijn eerste baan in Europa was St Mellion. Zijn eerste baan in Rusland was de Tseleevo Golf & Polo Club, Tegenwoordig werkt hij samen met zijn drie zonen en zijn schoonzoon. Hun bedrijf heeft bijna 400 golfbanen op alle continenten ontworpen, onder meer:
- 1984: La Paloma Country Club in Tucson
- 1988: St Mellion Golf & Country Club in Cornwall (zijn eerste baan in Europa)
- 1988: Jack Nicklaus Course in Crans, renovatie
- 1988: Gut Altentann Golf & Country Club bij Salzburg, Oostenrijk
- 1991: Mission Hills Golf Club in Thailand, Kanchanaburi-baan
- 1993: Mission Hills Golf Club in Thailand, Khao Yai-baan
- 1994: The London Golf Club, The Heritage (European Open in 2008 en 2009)
- 1994: Montecastillo Golf Club in Jerez de la Frontera, Spanje
- 1997: Golf Platz Gut Lärchenhof in Keulen (sinds 1998 gastheer van de German Masters)
- 1999: Shanghai Links Golf & Country Club
- 2003: Pearl Valley Golf Estates in Zuid-Afrika
- 2007: Jack Nicklaus Golf Club in Nieuw-Zeeland
- 2008: Tseleevo Golf Polo Club in Moskou, Dove Mountain

Nicklaus Design is bezig met de volgende banen:
- Ullna Golf Club, renovatie, weer open in 2013
- Chambord Country Club bij Parijs

## Trivia
- Ter vergelijking: Tiger Woods kwam tot dusverre in zijn carrière tot 106 professionele overwinningen, waarvan 79 op de PGA Tour; Gary Player tot 163, waarvan 24 op de PGA Tour en Arnold Palmer tot 95, waarvan 62 op de PGA Tour.
- Woods had als kind een poster van Nicklaus in zijn slaapkamer hangen.[11]